# Staat Syrië
De staat Syrië (Arabisch:  دولة سوريا, Dawlat Suriya, Frans: État de Syrie) was een staat binnen het Frans Mandaat Syrië die op 1 december 1924 opgericht werd door het samenvoegen van de staat Aleppo en de staat Damascus. Op 14 mei 1930 werd de naam veranderd in de Syrische Republiek, die in 1946 onafhankelijk van Frankrijk werd. 
De staat Syrië kwam voort uit de Syrische Federatie, die naast de staat Aleppo en de staat Damascus ook de staat der Alawieten omvatte. Deze staat sloot zich niet aan bij de staat Syrië, maar ging in 1936 wel deel uitmaken van de Syrische Republiek. 